# Table Island (Nunavut)
Table Island ist eine unbewohnte Insel in der Qikiqtaaluk-Region des kanadischen Territoriums Nunavut.

## Geographie
Table Island bildet mit Exmouth Island und Ekins Island eine Inselgruppe, die im Belcher-Kanal zwischen der Devon Island im Süden und Cornwall Island im Norden liegt. Die Insel ist langgestreckt und in Nordwest-Südost-Richtung orientiert. Sie ist 13,7 km lang, bis zu 6 km breit und bis zu 193 m hoch. Vom zentralen Plateau fällt das Gelände nach allen Seiten steil ab. Im Nordwesten der Insel liegt die von einer Halbinsel geschützte Bucht Londesborough Harbour. Die Südostspitze Table Islands wird Cape Ursula genannt.
Auf Table Island und seinen beiden Nachbarinseln findet sich fossilienhaltiger Kalkstein aus der Mitteltrias.

## Geschichte
Edward Belcher entdeckte die Insel 1852 auf der Suche nach der verschollenen Franklin-Expedition. Die gefundenen Fossilien wurden später von John William Salter untersucht.